# The Sage Gateshead
The Sage Gateshead est une école de musique et salle de concert et de conférences dans un immeuble design inauguré en 2004 à Gateshead en Angleterre, conçu  par le célèbre architecte britannique Norman Foster. 

## Historique
|  |  |

|  |  |